# Tijmen van der Helm
Tijmen van der Helm (26 de janeiro de 2004) é um automobilista neerlandês.

## Carreira

### Campeonato de Fórmula 3 da FIA
Em 12 de fevereiro de 2021, foi anunciado que Van der Helm havia sido contratado pela equipe MP Motorsport para a disputa do Campeonato de Fórmula 3 da FIA de 2021.